# Folquin de Thérouanne
Saint Folquin de Thérouanne (ou Folcuin), mort en 855, est célébré le 14 décembre par l'Église catholique.

## Biographie
Folquin naît en Austrasie, fils de Jérôme, apparenté à Charlemagne (selon les versions, Jérôme est un fils naturel de Charles Martel et donc cousin germain de l'empereur, ou oncle de celui-ci), et d'Erkensinde qui appartient à une grande famille de la région et aurait été d'une grande beauté. Le nom de sa mère apparaît parfois indiqué Ermentrude.
Folquin a deux frères, Folrad, connu comme grand guerrier, et Odwin. Il montre très tôt de grandes qualités intellectuelles et étudie les sciences et la théologie. Il reçoit une solide formation, grâce au développement de l'enseignement voulu par Charlemagne. Il garda de cette époque le goût des lettres qu'il amena dans son évêché de Thérouanne et dans l'abbaye de Saint-Bertin.
Un de ses arrière-petits-neveux, prénommé lui-aussi Folquin ou Folcuin (Folcuin de Lobbes) religieux à Saint-Bertin, également auteur du cartulaire de l'abbaye, écrit sa vie au Xe siècle, à la demande de Gautier, abbé de Saint-Bertin. Ce Folquin avait été confié par ses parents Folquin, petit neveu du saint, et Thiédala à l'abbaye pour y être moine.

## Evêque de Thérouanne
Folquin est choisi comme évêque de Thérouanne par le clergé et les seigneurs de l'évêché, à la mort de son prédécesseur Grimbault ou Grimbaldus en 815-818, Nanthaire II étant abbé de Saint-Bertin.
Son élection est confirmée par le roi de France Louis le Pieux ou Louis le Débonnaire, et par le Pape Léon III. Folquin est consacré par l'archevêque Ebon de Reims.
Dès son élection, Folquin se fait remarquer par sa piété et la sagesse de ses décisions. Il met un soin particulier à veiller à ce qu'un bon accueil soit réservé aux pèlerins, voyageurs, pauvres.
Folquin effectue de nombreuses tournées pastorales dans son évêché pendant son épiscopat pour prêcher, baptiser, évangéliser. Il est à Wormhout lorsqu'il apprend qu'Hugues l'abbé, abbé notamment du Mont Saint-Quentin a entrepris d'enlever les reliques de Saint-Omer (Audomar de Thérouanne) pour les ramener à Saint-Quentin. Il envoie aussitôt des gens armés poursuivre les spoliateurs. Rattrapés à Lisbourg, ceux-ci s'enfuient en laissant sur place les saints restes. Folquin organise alors le retour en grande pompe de la relique à Saint-Omer où elle demeura cachée de nombreuses années pour éviter toute nouvelle tentative.
Pour marquer l'évènement, Folquin instaure une commémoration annuelle de ce transport le 8 juin. Elle avait encore lieu au début du XVIIe siècle sous le nom de « Saint-Omer en fleurs ».
Folquin exerce particulièrement sa charité lorsque les Normands commencent à tout dévaster dans le Pagus Flandrensis (ancêtre du comté de Flandre). Dans cette perspective, il ordonne en 846 de cacher le corps de Saint Bertin (Bertin de Sithiu) dans un lieu également tenu secret et institue une commémoration annuelle de cette translation le 16 juillet. La relique demeura 206 ans sous l'autel et fut retrouvée en 1050.
Folquin tombe malade lors d'une nouvelle tournée pastorale au village d'Esquelbecq, et meurt le samedi 14 décembre 855.
Ses obsèques sont célébrées par Adalard, abbé de Saint-Bertin. Ses restes furent placés ensuite dans l'abbaye de Saint-Bertin. conformément à sa demande. Il fut inhumé à proximité de l'autel principal de l'abbaye, dans un tombeau de marbre, devant le grand autel dédié à Saint Martin.
Lui succède à l'évêché de Thérouanne, Humphroy de Thérouanne, Saint Humphroy, nommé par Charles II le Chauve.
Il reste peu d'écrits de Folquin de Thérouanne. Peut être cité un décret relatif aux torts faits à l'abbaye de Saint-Bertin par l'administration de Fridogise II, fils naturel de Charlemagne et abbé de 820 à 834.

## Légende et culte
Folquin, évêque pendant 40 ans, devient trop âgé et malade pour célébrer la messe, il se prépare à la mort en se montrant encore plus pieux et plus charitable qu'à l'ordinaire. Il doit cependant à la fin de sa vie faire preuve une nouvelle fois de son caractère et de son énergie en déjouant une tentative du roi de France Charles le Chauve d'attribuer son diocèse, en dehors des règles établies, à un de ses courtisans envoyé à Thérouanne à cette fin. Folquin réagit en célébrant la messe en présence de l'intrus et en menaçant le prétendant de malédiction éternelle. Celui-ci ne demande pas son reste et s'enfuit tellement précipitamment, dit la légende, que « le brigueur de crosse » en tombe de cheval et perd la vie.
La légende rapporte que le transfert du corps du saint à l'abbaye de Sithiu put avoir lieu facilement, bien que celle-ci fût entourée de cours d'eau car l'intervention divine fit geler les eaux et permettre le passage à pied. La légende veut également que le cheval monté par Folquin pour ses tournées dans le diocèse refusa tout autre cavalier, qu'il mourut peu de temps après et que mis à la décharge comme il était de coutume de faire avec les charognes, ne fut pas attaqué par les chiens errants qui dévoraient habituellement les dépouilles animales.
La tradition accorde au saint la guérison d'un religieux de l'abbaye, prénommé également Folquin, guéri d'une longue paralysie et qui souhaita en témoigner par l'épitaphe gravée sur le tombeau en vers latins : «Hic veneranda patris Folquini membra quiescunt/ Antistes dudûm qui fuerat Morinum/ Quique quater denis vita dux existit annis/ Mente, actuque pio jussa operando Dei/ Qui quater decimâ decedens luce Decembris/ Clarus Apostolicum gaudet adire Chorum ».
Plusieurs miracles ont eu lieu sur le tombeau de Folquin. Ses ornements sacerdotaux, dont ses étoles, avaient la réputation dans les environs de Saint-Omer de soulager les mères prises dans les douleurs de l'enfantement.
Folquin a été canonisé en 928 par Etienne évêque de Thérouanne à la requête de ses petits neveux Folquin et Regenwall, descendants d'Odwin, frère de Folquin, grands seigneurs de Lorraine. Ils auraient eu plusieurs apparitions la nuit, leur commandant de se rendre à Sithiu pour obtenir d'Adalolphe de Boulogne abbé laïc de Saint-Bertin la première élévation de Folquin. Lors de la cérémonie, les ossements du saint sont retirés de leur tombeau et déposés dans une nouvelle châsse.
En septembre 1097, sous le comte de Flandre Robert II de Flandre dit Robert de Jérusalem, les ossements de Folquin sont une nouvelle fois déplacés pour être mis dans une châsse de plus grand prix, en présence de Clémence de Bourgogne, femme de Robert, régente du comté en son absence, et d'une assistance de plusieurs prélats et grands seigneurs laïcs.
En juin 1181, nouvelle intervention, sous l'égide de Didier évêque de Thérouanne, et nouveau dépôt dans un nouveau réceptacle. L'action aurait donné lieu à de nouveaux miracles. De façon générale, le corps de Folquin fut plusieurs fois amené par les gens de Thérouanne, notamment à l'occasion de consécration d'églises. En 1181 et 1210, les reliques furent amenées à Esquelbecq, à la demande du village, amenant à chaque fois des miracles (guérisons de maladies anciennes, lueurs dans le ciel la nuit...).
Les noms de Folquin et Folquine très répandus en Flandre à une certaine époque faisaient directement référence au saint.
En 1618, la châsse de Folquin fut une nouvelle fois ouverte à la demande de Philippe Levasseur de Guernonval, baron d'Esquelbecq, dans le but d'en prélever quelques os pour doter l'église d'Esquelbecq, placée sous l'invocation du saint, reconstruite après les pillages et dévastations liées à la furie iconoclaste. Les ossements en question furent remis aux fils de Philippe de Guernonval; un religieux de Saint-Bertin, Guillaume de Whitte présent à la cérémonie écrivit une vie de Saint Folquin qu'il dédia au seigneur d'Esquelbecq.

## Liens
- Notice dans un dictionnaire ou une encyclopédie généraliste :   - Deutsche Biographie
- Notices d'autorité :   - VIAF
  - GND